# Susmita Mohanty

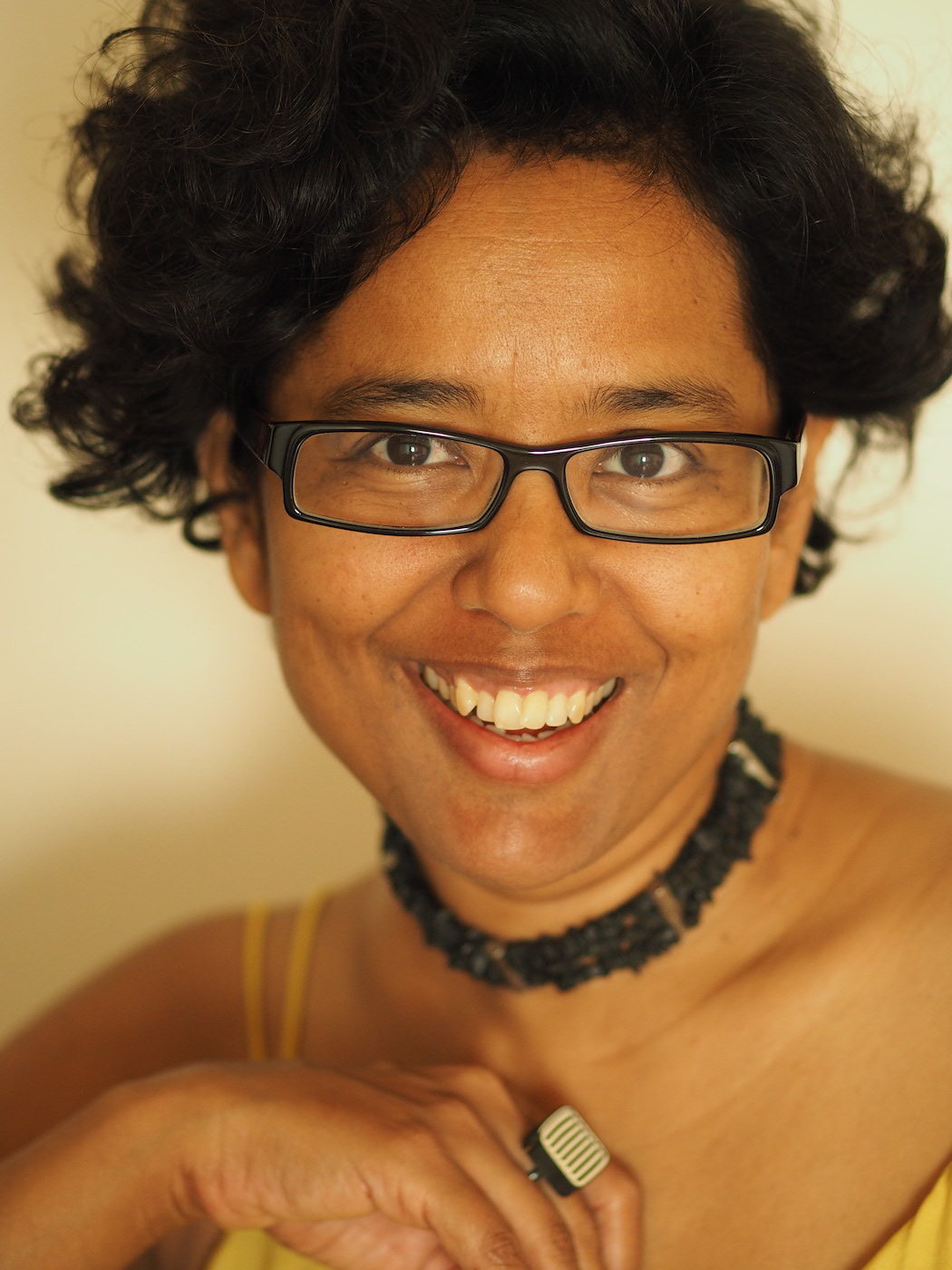
Susmita Mohanty (2018)

Susmita Mohanty (* 1971 im Bundesstaat Odisha) ist eine indische Unternehmerin und Raumfahrtingenieurin. Sie ist Gründerin des ersten indischen Raumfahrtunternehmens Earth2Orbit.

## Leben
Susmita Mohanty ist die Tochter von Nilamani Mohanty, der für die Indian Space Research Organisation (ISRO) arbeitete. Als Teenager schickte sie Briefe mit eigenen Ideen zur Raumfahrt an Forscher weltweit. Später schrieb sie, um den Besuch der International Space University in Straßburg finanzieren zu können, Stiftungen und bekannte Menschen weltweit um Unterstützung an, woraufhin der Science-Fiction-Schriftsteller und Physiker Arthur C. Clarke ihr diesen Besuch ermöglichte und zugleich ihr Mentor wurde.
Susmita Mohanty hat ihren Bachelor-Abschluss in Elektrotechnik an der Gujarat University und ihren Master-Abschluss in Industriedesign am National Institute of Design in Ahmedabad sowie einen Master-Abschluss in Weltraumwissenschaften an der International Space University in Straßburg abgeschlossen.
Außerdem hat sie einen Doktorgrad in Luft- und Raumfahrtarchitektur in Schweden erlangt. Vor ihrem Einstieg als Unternehmerin arbeitete sie für das International Space Station Program bei Boeing in Kalifornien und war kurzzeitig für NASA Johnson tätig. Als einzige Geschäftsfrau gründete Mohanty auf drei verschiedenen Kontinenten Raumfahrtunternehmen. So gehörte sie 2001 zu den Gründerinnen von Moonfront in San Francisco und 2004 von Liquifer in Wien. Seit dem Jahr 2009 ist sie CEO von Earth2Orbit.

## Wirken
Mohanty nimmt aktiv an der öffentlichen Debatte um die Klimakrise teil. So sagte sie: „Man muss nicht in die Arktis oder Antarktis reisen, um die Auswirkungen der globalen Erwärmung zu sehen. Unvorhersagbarkeit und Auswirkungen des Klimas lassen sich überall um uns herum sehen.“ Sie sei dabei von Sorge und Hoffnung gleichermaßen getragen: „Ich fürchte, dass unser Heimatplanet in drei bis vier Generationen nicht mehr sonderlich bewohnbar sein wird. Ich hoffe, dass die Menschheit in einer gretaesken Dringlichkeit für Klimaschutz aufwachen wird.“ Sie verfolgt das Ziel, die Weltraumforschung zur Lösung der Klimakrise einzusetzen. Sie sagte hierzu: „Der Weltraum kann eine wichtige Rolle bei der Überwachung und dem Verständnis der Auswirkungen des Klimawandels spielen.“
Im Jahr 2005 wurde Susmita in Washington mit dem International Achievement Award ausgezeichnet. 2012 wurde sie in die Financial-Times-Liste der „25 zu beobachtenden Inder“ gewählt. Im Jahr 2017 wurde sie auf der Titelseite des Fortune Magazine vorgestellt. Die BBC-Sendung 100 Women porträtierte sie im Jahr 2019.